# Xã Rock Bridge, Quận Boone, Missouri
Xã Rock Bridge (tiếng Anh: Rock Bridge Township) là một xã thuộc quận Boone, tiểu bang Missouri, Hoa Kỳ. Năm 2010, dân số của xã này là 8.261 người.